# Чрезвычайная ситуация
Чрезвыча́йная ситуа́ция (ЧС) — это обстановка на определенной территории, сложившаяся в результате аварии, опасного природного явления, катастрофы, распространения заболевания, представляющего опасность для окружающих, стихийного или иного бедствия, которые могут повлечь или повлекли за собой человеческие жертвы, ущерб здоровью людей или окружающей среде, значительные материальные потери и нарушение условий жизнедеятельности людей. 
В определении, принятом в ЕАЭС для целей технического регулирования, слова распространения заболевания, представляющего опасность для окружающих отсутствуют. В Российской Федерации — России режи́м ЧС в зависимости от масштаба бедствия вводит Президент, Правительство, главы субъектов России или органы местного самоуправления.

## Классификация чрезвычайных ситуаций
Чрезвычайные ситуации классифицируются в зависимости от их характера, сферы возникновения, масштабов и размеров ущерба.
По характеру источников возникновения:
- природного;
- техногенного;

По сфере возникновения:
- террористического характера;
- гуманитарного характера;
- природного характера;
- техногенного характера.

### По масштабу и размеру ущерба
В основе классификации ЧС по масштабу лежат величина территории, на которой распространяется ЧС, число пострадавших и размер ущерба. По масштабу чрезвычайные ситуации могут быть классифицированы нижеприведённым образом на следующие:
1. Локального характера, — зона чрезвычайной ситуации (территория, на которой сложилась чрезвычайная ситуация и нарушены условия жизнедеятельности людей) не выходит за пределы территории объекта, при этом количество пострадавших (людей, погибших или получивших ущерб здоровью) не более 10 человек, либо размер материального ущерба (размер ущерба окружающей природной среде и материальных потерь) составляет не более 240 тысяч рублей;
2. Муниципального характера, — зона чрезвычайной ситуации не выходит за пределы территории одного поселения или внутригородской территории города федерального значения, при этом количество пострадавших составляет не более 50 человек, либо размер материального ущерба составляет не более 12 миллионов рублей, и чрезвычайная ситуация не может быть отнесена к чрезвычайной ситуации локального характера;
3. Межмуниципального характера, — зона чрезвычайной ситуации затрагивает территорию двух и более поселений, внутригородских территорий города федерального значения или межселенную территорию, при этом количество пострадавших составляет не более 50 человек, либо размер материального ущерба составляет не более 12 миллионов рублей;
4. Регионального характера, — зона чрезвычайной ситуации не выходит за пределы территории одного субъекта Российской Федерации, при этом количество пострадавших свыше 50 человек, но не более 500 человек, либо размер материального ущерба составляет свыше 12 миллионов рублей, но не более 1,2 миллиардов рублей;
5. Межрегионального характера, — зона чрезвычайной ситуации затрагивает территорию двух и более субъектов Российской Федерации, при этом количество пострадавших свыше 50 человек, но не более 500 человек, либо размер материального ущерба составляет свыше 12 миллионов рублей, но не более 1,2 миллиардов рублей;
6. Федерального характера, — количество пострадавших свыше 500 человек либо размер материального ущерба составляет свыше 1,2 миллиардов рублей.

Классификация не распространяется на чрезвычайные ситуации в лесах, возникающие вследствие лесных пожаров.

## Поражающие факторы
Источник чрезвычайной ситуации вызывает опасные явления или процессы поражающего фактора. Поражающие воздействия могут иметь различный характер: механический, тепловой, химический, радиационный, биологический. В результате наступает поражение людей, животных, техники, объектов и окружающей среды.

## Стадии развития чрезвычайной ситуации
Чрезвычайная ситуация любого типа в своем развитии проходят четыре типовые стадии (фазы):
- предварительная — образуются и нарастают предпосылки к возникновению природного или техногенного бедствия, накапливаются отклонения от нормального состояния или процесса;
- первая — инициирование природного или техногенного бедствия и последующее развитие процесса чрезвычайного события, во время которого оказывается воздействие на людей, объекты экономики, инфраструктуры и природную среду;
- вторая — осуществляется ликвидация последствий природного или техногенного бедствия, ликвидация чрезвычайной ситуации (эта стадия может начинаться и до завершения первой стадии);
- третья — осуществляется ликвидация долговременных последствий природного и техногенного бедствия[8].

## Средства и методы оповещения
Для оповещения населения о чрезвычайных ситуациях используются различные технические средства — сирены, эфирное (например, уличные и передвижные репродукторы) и проводное радио, рассылка СМС на мобильные телефоны, телевидение. Во многих развитых странах существует Автоматизированная система централизованного оповещения.

## Правила поведения при режиме ЧС в России
2 апреля 2020 года премьер-министр России Михаил Мишустин подписал Постановление Правительства Российской Федерации от 02.04.2020 № 417, которым утвердил правила поведения для граждан и организаций при объявлении режима ЧС. Постановление вступило в силу 3 апреля 2020 года.
Согласно утвержденным правилам, при объявлении режима ЧС алгоритм действий для граждан будет транслироваться по радио, телевидению и передаваться посредством SMS. При сигнале оповещения гражданам следует ознакомиться с алгоритмом действий доступным им способом или обратиться в экстренную службу по номеру «112». Получив инструкции, население в соответствии с ним должно покинуть опасную зону либо воспользоваться средствами индивидуальной защиты. На территории, где объявлен режим ЧС, граждане должны подчиняться указаниям руководителя ликвидацией ЧС и представителей экстренных служб. Граждане обязаны иметь при себе и предъявлять по требованию властей удостоверение личности.